# Garovaglia brassii
Garovaglia brassii là một loài Rêu trong họ Pterobryaceae. Loài này được (E.B. Bartram) During miêu tả khoa học đầu tiên năm 1977.